# Gentiluomo

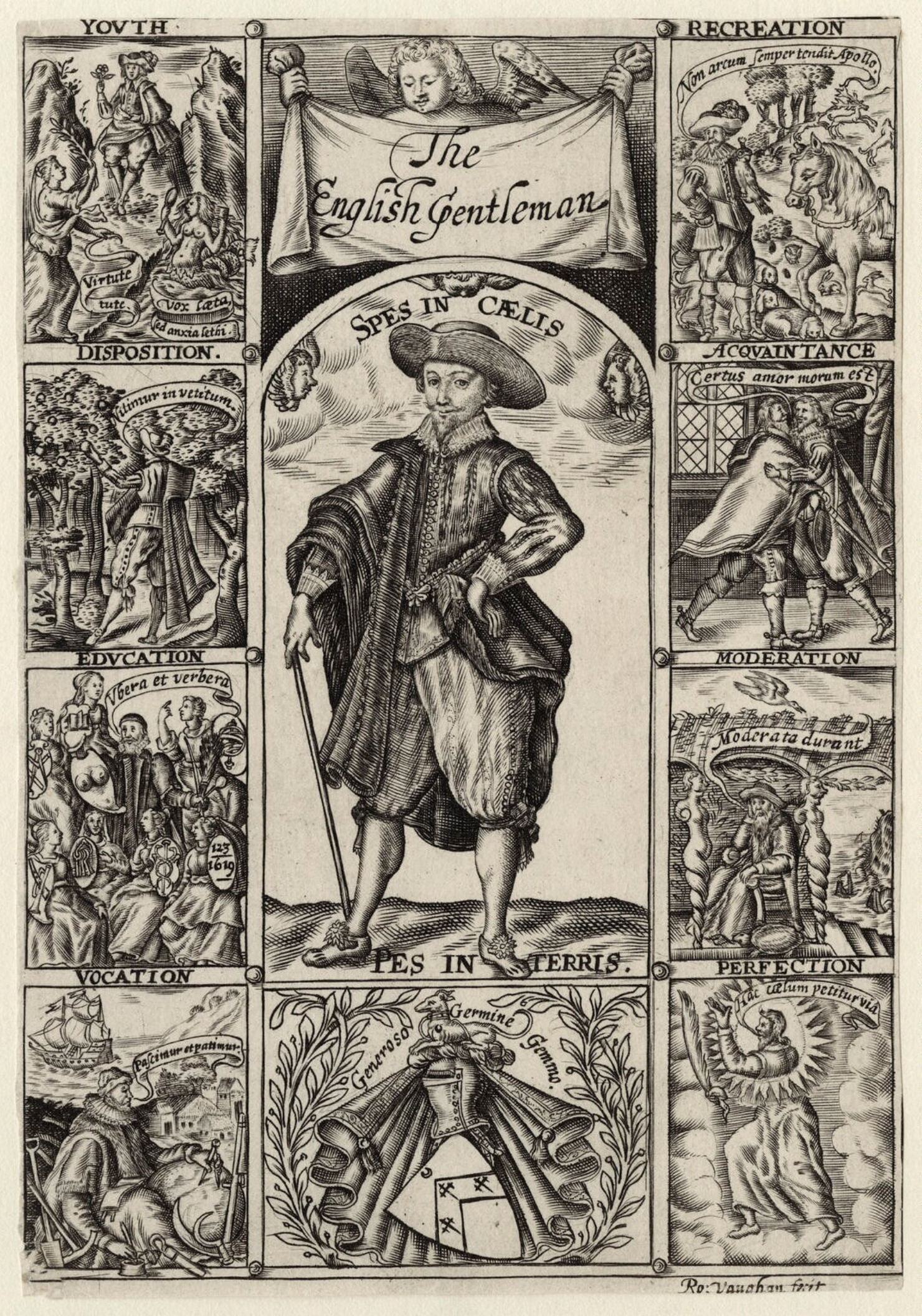
The Complete English Gentleman (1630) di Richard Brathwait, che mostra le qualità esemplari di un gentiluomo.

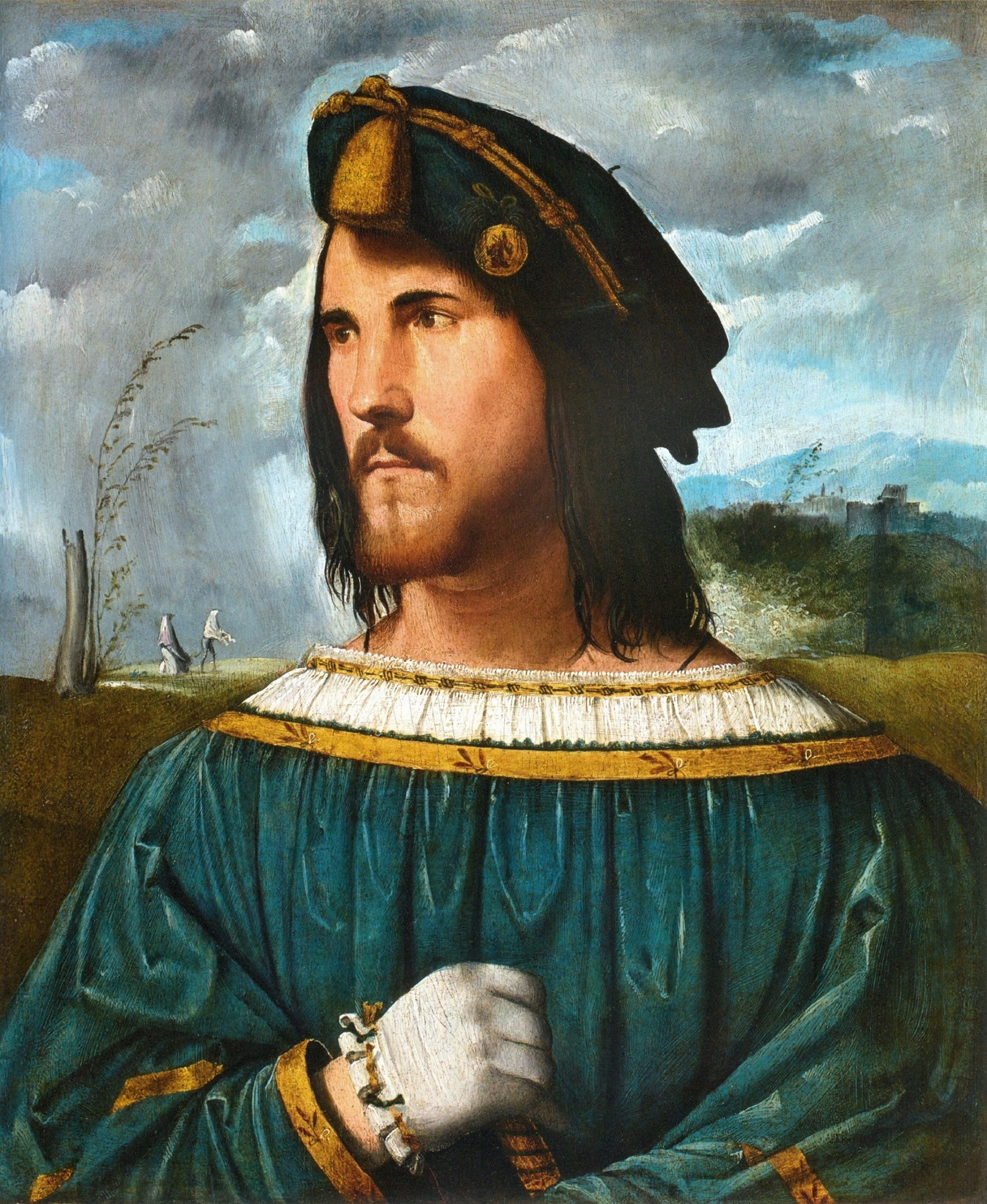
Ritratto di un gentiluomo ritenuto essere Cesare Borgia, opera di Altobello Melone, 1513, Accademia di Belle Arti "Giacomo Carrara", Bergamo

La qualifica di gentiluomo o gentil uomo (dal Toscano gentilhuomo, a sua volta dal Latino gentilis, "che appartiene ad una gens", e "uomo"; imparentato con il francese gentilhomme, lo spagnolo gentilhombre, l'inglese gentleman e il portoghese gentil-homem) nella sua forma originale e nella sua definizione stretta denominava un uomo ben educato e di buona famiglia analogo al termine latino generosus. In italiano, il corrispettivo femminile è gentildama o gentildonna.

## Gentiluomo in Francia e Gran Bretagna
In Francia e Gran Bretagna era una denominazione riservata agli uomini legittimamente nobili, vale a dire nobili di estrazione a differenza di coloro che lo erano diventati per carica. In tali paesi tutti i nobili di nascita erano dunque gentiluomini, di norma dimoravano in una magione. Durante la prima rivoluzione industriale, in Gran Bretagna, i gentlemen erano intesi come la nuova nobiltà di campagna, composta da persone assunte dalla classe nobile per innovare le tecniche di agricoltura. Il termine gentleman serviva quindi per indicare una persona facente parte della categoria gentry, ossia della nobiltà di campagna inglese.
Tutti i gentiluomini nascevano scudieri, anche se non erano destinati al mestiere delle armi. I due termini sono diventati a poco a poco sinonimi, nonostante chi fosse divenuto nobile potesse ottenere la qualifica di scudiero senza essere gentiluomo.

## Uso moderno
Nell'uso moderno gentiluomo indica una persona dal comportamento corretto e rispettoso, avendo perduto ormai il suo antico significato nobiliare. Solitamente, oltre al modo di porsi impeccabile, da un vero gentleman ci si aspetta un particolare buon gusto nel vestire, elegante e personale ma non eccessivamente eccentrico.